# 宝天曼地蛛
宝天曼地蛛（学名：Atypus baotianmanensis）为地蛛科地蛛属的动物。在中国大陆，分布于河南等地。该物种的模式产地在河南。